# LaGrange (Maine)
LaGrange ist eine Town im Penobscot County des Bundesstaates Maine in den Vereinigten Staaten. Auf einigen offiziellen Seiten wird der Name der Town auch Lagrange geschrieben. Im Jahr 2020 lebten dort 635 Einwohner in 348 Haushalten auf einer Fläche von 128,23 km².

## Geografie
Nach dem United States Census Bureau hat LaGrange eine Gesamtfläche von 128,23 km², von der 128,23 km² Land sind und 0,10 km² aus Gewässern bestehen.

### Geografische Lage
LaGrange liegt im Südwesten des Penobscot Countys und grenzt an das Piscataquis County. Durch die Town fließen mehrere Flüsse in südliche Richtung. Im Westen der Dead Stream, der in den in östliche Richtung fließenden Pushaw Stream mündet und im Osten der Birch Stream, der im Stillwater River mündet. Es gibt keine Seen auf dem Gebiet. Die Oberfläche ist eben, ohne nennenswerte Erhebungen.

### Nachbargemeinden
Alle Entfernungen sind als Luftlinien zwischen den offiziellen Koordinaten der Orte aus der Volkszählung 2010 angegeben.
- Norden: Medford, Piscataquis County, 15,5 km
- Nordosten: Maxfield, 13,5 km
- Osten: Howland, 13,4 km
- Südosten: Edinburg, 9,4 km
- Süden: Argyle, Unorganized Territory, 13,7 km
- Südwesten: Bradford, 11,6 km
- Nordwesten: Southeast Piscataquis, Unorganized Territory, 8,3 km

### Stadtgliederung
In LaGrange gibt es mehrere Siedlungsgebiete: Binney, Cold Brook, Down East, Lagrange, Morris, South Lagrange und West.

### Klima
Die mittlere Durchschnittstemperatur in LaGrange liegt zwischen −7,8 °C (18 °F) im Januar und 20,6 °C (69 °F) im Juli. Damit ist der Ort gegenüber dem langjährigen Mittel der USA um etwa 9 Grad kühler. Die Schneefälle zwischen Oktober und Mai liegen mit bis zu zweieinhalb Metern mehr als doppelt so hoch wie die mittlere Schneehöhe in den USA; die tägliche Sonnenscheindauer liegt am unteren Rand des Wertespektrums der USA.

## Geschichte
LaGrange wurde am 21. Februar 1832 als eigenständige Town organisiert. Zuvor gehörte das Gebiet zur Hammond Plantation und zur Oxford Plantations. Der südliche Teil gehörte ursprünglich zur Hammond Plantation und wurde zuvor als Township No. 2 Old Indian Purchase, West of Penobscot River (T2 OIP WPR) bezeichnet. Auf einer Karte wurde es auch Township No. 1, Second Range, auf einer anderen Karte Township No. 2, Second Range genannt.

### Einwohnerentwicklung
| Volkszählungsergebnisse – Town of LaGrange, Maine | Volkszählungsergebnisse – Town of LaGrange, Maine | Volkszählungsergebnisse – Town of LaGrange, Maine | Volkszählungsergebnisse – Town of LaGrange, Maine | Volkszählungsergebnisse – Town of LaGrange, Maine | Volkszählungsergebnisse – Town of LaGrange, Maine | Volkszählungsergebnisse – Town of LaGrange, Maine | Volkszählungsergebnisse – Town of LaGrange, Maine | Volkszählungsergebnisse – Town of LaGrange, Maine | Volkszählungsergebnisse – Town of LaGrange, Maine | Volkszählungsergebnisse – Town of LaGrange, Maine |
| Jahr                                              | 1800                                              | 1810                                              | 1820                                              | 1830                                              | 1840                                              | 1850                                              | 1860                                              | 1870                                              | 1880                                              | 1890                                              |
| ------------------------------------------------- | ------------------------------------------------- | ------------------------------------------------- | ------------------------------------------------- | ------------------------------------------------- | ------------------------------------------------- | ------------------------------------------------- | ------------------------------------------------- | ------------------------------------------------- | ------------------------------------------------- | ------------------------------------------------- |
| Einwohner                                         |                                                   |                                                   |                                                   |                                                   | 336                                               | 482                                               | 690                                               | 622                                               | 721                                               | 721                                               |
| Jahr                                              | 1900                                              | 1910                                              | 1920                                              | 1930                                              | 1940                                              | 1950                                              | 1960                                              | 1970                                              | 1980                                              | 1990                                              |
| Einwohner                                         | 574                                               | 590                                               | 478                                               | 468                                               | 508                                               | 511                                               | 424                                               | 393                                               | 509                                               | 557                                               |
| Jahr                                              | 2000                                              | 2010                                              | 2020                                              | 2030                                              | 2040                                              | 2050                                              | 2060                                              | 2070                                              | 2080                                              | 2090                                              |
| Einwohner                                         | 747                                               | 708                                               | 635                                               |                                                   |                                                   |                                                   |                                                   |                                                   |                                                   |                                                   |

## Wirtschaft und Infrastruktur

### Verkehr
Die Maine State Route 6 geht im Village von LaGrange in die Maine State Route 16 über, beide verlaufen in nordsüdlicher Richtung. An dieser Stelle kreuzt die Maine State Route 155 in westöstliche Richtung.

### Öffentliche Einrichtungen
In LaGrange gibt es keine medizinischen Einrichtungen oder Krankenhäuser. Nächstgelegene Einrichtungen für die Bewohner von LaGrange befinden sich in Howland.
LaGrange besitzt keine eigene Bücherei. Die nächstgelegene befindet sich in Milo.

### Bildung
LaGrange gehört mit Brownville und Milo zum MASD 41. Im Schulbezirk stehen folgende Schulen zur Verfügung:
- Brownville Elementary School in Brownville
- Milo Elementary School in Milo
- Penquis Valley Middle School in Milo
- Penquis Valley High School in Milo